# عائشة عثمان عيساكا
الجنرال عائشة عثمان عيساكا (بالإنجليزية: Aichatou Ousmane Issaka)‏ هي نائبة مدير العمل الاجتماعي في المستشفى العسكري في نيامي، وتُعتبر واحدة من أولى النساء الملتحقات بالجيش في النيجر. حصلت عائشة في عام 2016 على جائزة الأمم المتحدة العسكرية للمساواة بين الجنسين عن خدمتها في غاو بمالي لخدمتها مع قوات الأمم المتحدة لحفظ السلام، ضمن بعثة الأمم المتحدة المتكاملة المتعددة الأبعاد لتحقيق الاستقرار في مالي، خلال عامي 2014 و2015. عملت عائشة كقائدة في خلية التعاون المدني - العسكري، حيث قامت بتدريب زملائها من الضباط وزيادة وعي النساء المحليات، وفقُا لمبادئ قرار مجلس الأمن رقم 1325 لعام 2000 لزيادة مشاركة المرأة وإدماج المنظورات الجنسانية في جهود حفظ السلام. كما رافقت عيساكا دوريات أخرى من الرجال، مما ممكنهم بشكل أكثر سهولة من التعامل مع النساء والأطفال. تعتبر عيساكا أول متلقٍ لهذه الجائزة.
تسلمت عيساكا في 29 مارس عام 2017 جائزة نساء الشجاعة الدولية عن مساهماتها في حفظ السلام في النيجر ومالي، من السيدة الأولى للولايات المتحدة ميلانيا ترامب ووكيل وزارة الشؤون السياسيةتوماس شانون.